# Arrowsmithia styphelioides
Arrowsmithia es un género monotípico de plantas con flores perteneciente a la familia de las asteráceas. Su única especie es Arrowsmithia styphelioides, es originaria de Sudáfrica.

## Descripción
Es un arbusto enano perennifolio que alcanza un tamaño de 0.25 a 0.6 m de altura. Se encuentra a una altitud de 975 a 2135 m s. n. m. (metros sobre el nivel del mar).

## Taxonomía
Arrowsmithia styphelioides fue descrita por Augustin Pyrame de Candolle y publicado en Prodromus Systematis Naturalis Regni Vegetabilis 7(1): 254. 1838.
Sinonimia
- Macowania styphelioides (DC.) Kroner